# Marlies Menge

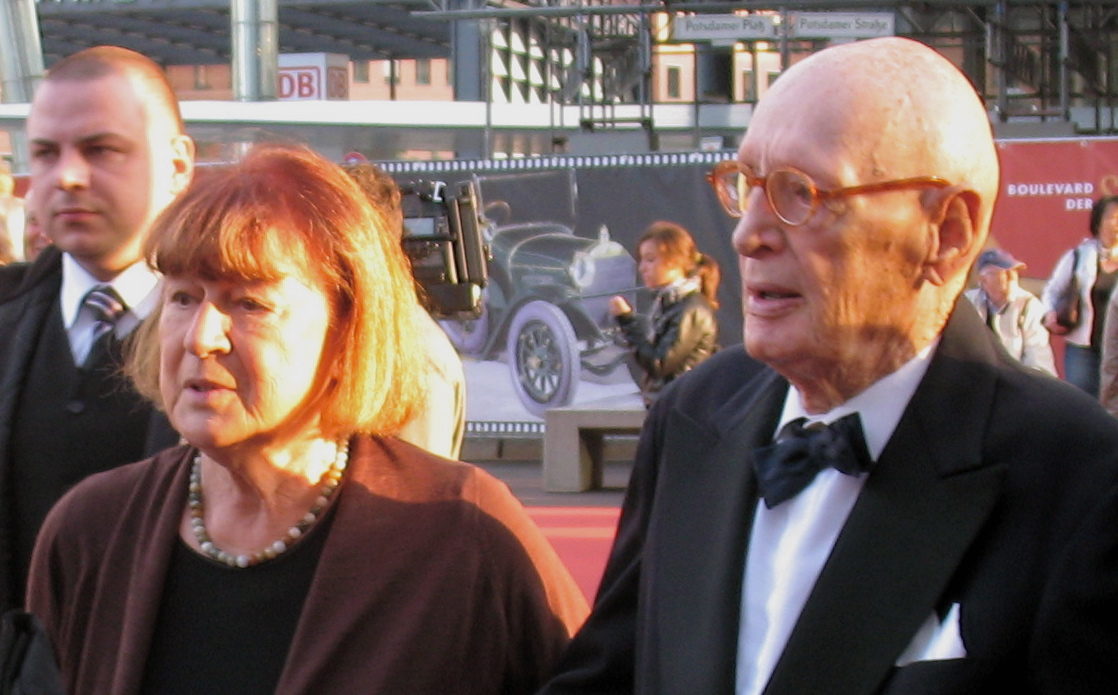
Marlies Menge mit ihrem Mann Wolfgang Menge (2010)

Marlies Menge (* 1934 in Berlin als Marlies Lüder) ist eine deutsche Journalistin.

## Privatleben
Marlies Menge wuchs in Potsdam auf. Mitte der 1950er-Jahre verließ sie Potsdam-Babelsberg und zog nach Hamburg. 1961 ließ sie sich in West-Berlin nieder. Ihre Arbeiten beschäftigten sich immer mit der DDR. Nach dem Fall der Mauer zog sie nach Babelsberg in Brandenburg.
Mit ihrem Ehemann, dem Autor Wolfgang Menge, hat Marlies Menge drei Söhne. Das Ehepaar lebte bis zum Tod Wolfgang Menges gemeinsam in einer Villa im Berliner Stadtteil Zehlendorf und in einem Haus auf Sylt.

## Journalistische Tätigkeit
Marlies Menge war zusammen mit dem Fotografen Rudi Meisel seit 1977 die erste akkreditierte „Zeit“-Korrespondentin in der DDR – und beide blieben es bis 1990. Meisel und Menge hielten dort den Alltag der DDR fest. Außerdem war sie Autorin der Kolumne „Aus meinem Notizbuch“ in der „Die Zeit“ (im Onlinearchiv befinden sich Artikel von 1987 bis 1992). Seit 1990 ist sie Berichterstatterin aus den neuen Bundesländern.

## Auszeichnung
- 1993: Hedwig-Dohm-Urkunde

## Ausgewählte Werke
- Tips für Reisen in die DDR. Holzapfel. Berlin 1974.
- Städte, die keiner mehr kennt: Reportagen aus der DDR. Mit Rudi Meisel. Carl Hanser Verlag, München 1979, ISBN 3-446-12923-5.
- Pictures of Germany. 5. Family Festivities. Mit Rudi Meisel. Cantz`sche Druckerei, 1986.
- Die Sachsen, das Staatsvolk der DDR. Piper Verlag GmbH, München 1988, ISBN 3-492-02511-0.
- Mecklenburg: Reisebilder aus der DDR. Mit Rudi Meisel. Köln 1989, ISBN 3-462-01986-4.
- Ohne uns läuft nichts mehr. Die Revolution in der DDR. Mit einem Vorwort von Christa Wolf. DVA, Stuttgart 1990, ISBN 3-421-06566-7.
- Zurück nach Babelsberg. Blick auf ein vereintes Land. Kiepenheuer & Witsch, Köln 1992, ISBN 3-462-02219-9.
- Die unsichtbare Grenze oder Leben in zwei Welten. Mit Ernst-Michael Brandt, Hans Harald Bräutigam und Klemens Polatschek. Luchterhand, 1993.
- Mecklenburg. Kiepenheuer & Witsch, 1996.
- Städte, die keiner mehr kennt. Mit Rudi Meisel. Carl Hanser, 1999.
- Spaziergänge. Mit Roger Melis. Schwarzkopf & Schwarzkopf, Berlin 2000, ISBN 3-89602-350-0.